# Liste des évêques de Blois
Liste des évêques de Blois  
(Dioecesis Blesensis). 

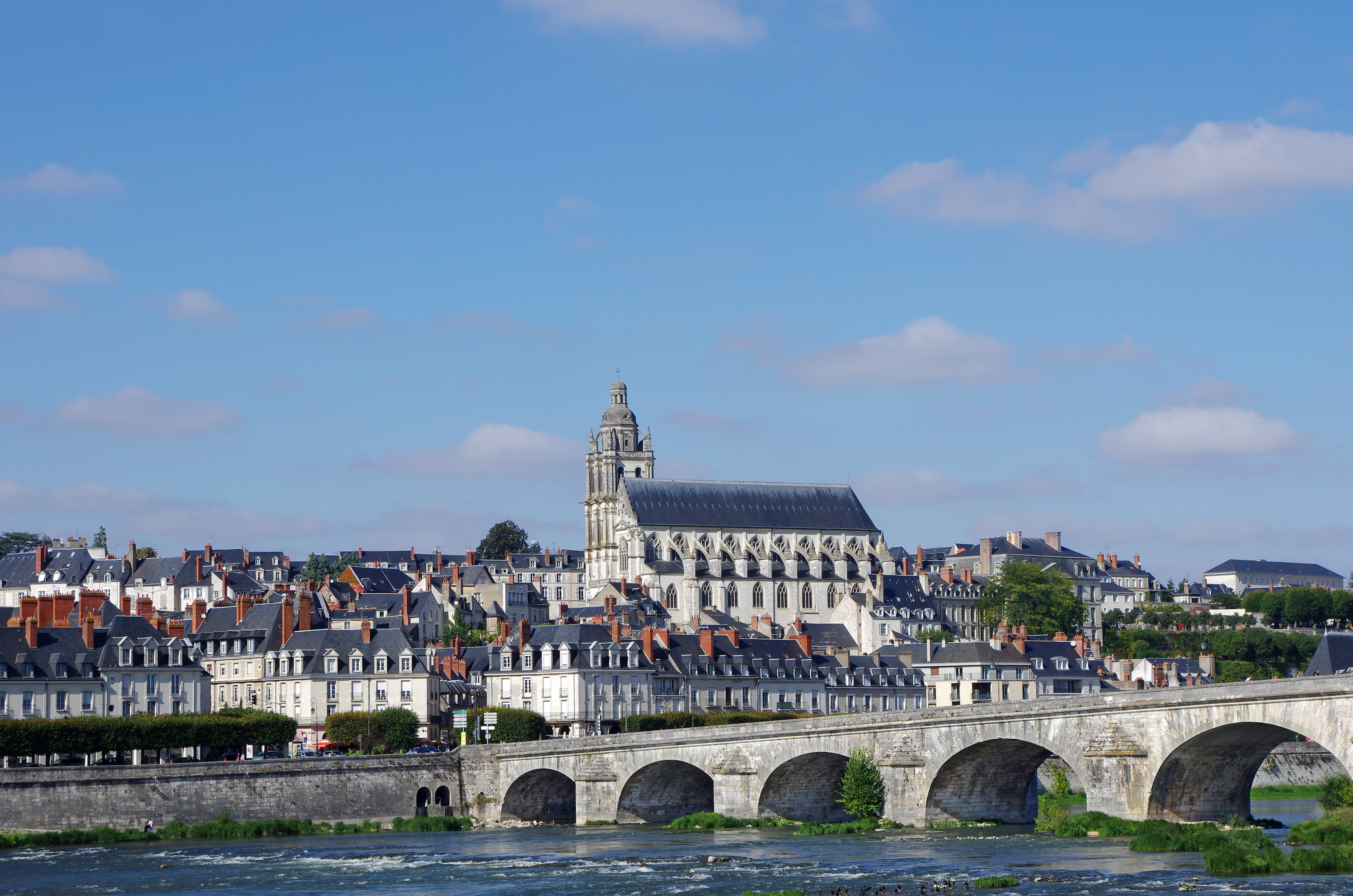
Le pont Jacques-Gabriel sur la Loire et la cathédrale Saint-Louis.

L'évêché de Blois fut créé le 1er juillet 1697.
Après 1793, l'évêché est réuni à celui d'Orléans par le concordat de 1801. Il est rétabli par une ordonnance royale de 1817, mais pourvu seulement en 1823.

## Évêques de Blois
- 22 mars 1697-20 août 1719 : David Nicolas Bertier[1] (ou Berthier, sans la particule[2], ou de Bertier[3])
- 27 août 1719-30 août 1733 : Jean-Paul-François Lefèvre de Caumartin (ou Jean-François-Paul de Caumartin[1], ou Joannes-Paulus-Franciscus Lefèvre de Caumartin[2], ou Jean-Paul-François Le Fèvre de Caumartin[3], ou encore François Lefebvre de Caumartin), membre de l'Académie française depuis 1694.
- 1733 ou 1734-24 juin 1734 : Charles Henri Phélypeaux de Pontchartrain[4] (ou Carolus-Henricus), nommé mais non consacré.
- 27 juin 1734-15 août 1753 : François de Crussol d'Uzès d'Amboise[5]
- 15 août 1753-22 juillet 1776 : Charles-Gilbert de May de Termont ou Carolus-Gilbertus)
- 1er décembre 1776-1791: Alexandre-François-Amédée-Adonis-Louis-Joseph de Lauzières de Thémines[3] (ou Alexander Lauzières de Thémines[2], ou Alexandre-François de Mazières de Thémines[1]), titulaire jusqu'en 1801 († 2 ou 3 novembre 1829).
- 1791-1801 : Henri Grégoire[6] (le célèbre abbé Grégoire), évêque constitutionnel.
- 1817-1822 : Jean-François Martin de Boisville, administrateur apostolique[7]
- 20 juillet 1823-5 mars 1844 : Philippe-François de Sauzin
- 21 avril 1844-20 octobre 1850 : Marie-Auguste Fabre des Essarts
- 15 décembre 1850-13 janvier 1877 : Louis-Théophile Pallu du Parc[8] (ou Louis-Théophile Palluc du Parc[3])
- 25 juin 1877-18 mai 1907 : Charles-Honoré Laborde
- 10 octobre 1907-9 février 1925 : Alfred-Jules Mélisson
- 15 mai 1925-9 novembre 1944 : Georges Audollent (Georges-Marie-Eugène Audollent)
- 3 novembre 1945-28 novembre 1961 : Louis Robin (Louis-Sylvain Robin)
- 28 novembre 1961-25 juillet 1990 : Joseph Goupy (Joseph-Marie-Georges-Michel Goupy)
- 25 juillet 1990-18 avril 1996 : Jean Cuminal
- 27 mars 1997-22 novembre 2014[9] : Maurice de Germiny
- 22 novembre 2014-26 juin 2023[9] : Jean-Pierre Batut
- 1er octobre 2024 : Francis Bestion[10].

### Sources et bibliographie
- La Grande Encyclopedie inventaire raisonné des sciences, des lettres et des arts - volume sixième, page 1159 - Paris (1885-1902).
- M. le comte de Mas-Latrie, Trésor de chronologie, d'histoire et de géographie pour l'étude et l'emploi des documents du Moyen Âge, Paris - V. Palmé, 1889, p. 1396 (lire en ligne sur BnF Gallica)